# Universitetskurs i Sverige
En universitetskurs eller högskolekurs (brittisk engelska course module eller unit, övriga världen course) är vid svenska universitet och högskolor ett avgränsat utbildningsavsnitt som specificeras i en formellt beslutad kursplan. Kursplanen anger kursens kurskod, nivå, antal högskolepoäng, titel, behörighetskrav, lärandemål, examinationsformer och ofta även huvudområde, ämne, kursinnehåll, kurslitteratur, med mera. 
En kurs kan ingå i ett utbildningsprogram (brittisk engelska course eller study programme) som obligatorisk eller valbar kurs, och räknas då vanligen upp i utbildningsplanen. Den kan även läsas som fristående kurs (även kallat enstaka kurs), och måste då sökas separat, exempelvis via antagning.se. Kursen kan krävas enligt lärosätets examensregler för en särskild examenstitel. 
En kurs kan erbjudas vid flera tillfällen under året, kallade kursomgångar (i det studieadministrativa systemet Ladok kallat kurstillfällen), ibland med i olika studieform (campusundervisning på olika campusorter eller distansundervisning med eller utan inneträffar, dag- eller kvällsundervisning, på hel-, halv- eller kvartsfart). Varje fristående kursomgång har en unik ansökningskod. Information om aktuella kursomgångar brukar ges i lärosätets utbildningskatalog. Detaljerad information om det aktuella kurstillfället riktad till antagna studenter brukar ges i dokument som i olika akademiska traditioner kallas kurs-pm, kursplanering, kursprogram, kursinformation, studie-/läsanvisningar, välkomstbrev, kursbrev, kurswebbplats i lärosätets lärplattform, med mera.

## Examination och momentindelning
En kurs examineras genom ett eller flera separata provmoment (i Ladok 3 även kallat modul), ofta salstentamen, inlämningsuppgifter, laboration, projektuppgift och/eller uppsats. När alla provmoment är avklarade erhålles ett slutbetyg, samt ett för kursen specificerat antal högskolepoäng. Om kursen är uppdelad i flera poänggivande provmoment erhålles även betyg för dem, men det betyget uppvisas sällan i betygsutdrag. 
Kursplanens lärandemål har funktion som betygskriterier för godkänt betyg. Konkreta poänggränser och betygskriterier för högre betyg står sällan i kursplanen utan vanligen i provmomentets anvisningar (exempelvis i tentamenslydelse eller i labb-pm) alternativt i kursomgångens kurs-pm eller motsvarande. Kursens betygskriterier kan baseras på generella betygskriterier som formulerats för ämnet vid lärosätet.
Det givna slutbetyget och högskolepoängen för kursen påverkas inte av resultatet vid kommande studier. Vid vissa lärosäten, huvudsakligen vid vissa ingenjörsutbildningar, har studenter möjlighet att förbättra betyget på en redan godkänd kurs genom förnyad examination, s.k. plussning. Vid andra lärosäten är detta inte möjligt.

## Nivåindelning
Universitets- och högskolekurser är kurser på akademisk nivå till skillnad från exempelvis kurser på gymnasial- eller eftergymnasial nivå. Sedan Bolognaprocessen genomfördes i juli 2007 delas kurserna in i tre nivåer:
- Grundnivå
- Avancerad nivå
- Forskarnivå

Till och med juni 2007 delades kurser på akademisk nivå in i grundutbildning (motsvarande dagens grundnivå och avancerad nivå) samt forskarnivå. 

### Progressionsnivå (äldre system)
Enligt ett äldre system för att ange progressionsnivå för kurser inom ett avgränsat ämnesområde kunde en kurs ges på A, B, C, D eller F-nivå, och i sällsynta fall E-nivå och X-nivå. Systemet infördes begränsat 1969[källa behövs] och bredare på 1980-talet. Huvuddelen av lärosäten övergav systemet 2011 i samband med Bolognaprocessen och att SUHF:s mer komplexa koder för krav på tidigare högskolestudier (se nedan) infördes. Nivå A till C motsvarar dagens grundnivå, D dagens avancerad nivå, och F dagens forskarnivå. Systemet syftar till att säkerställa att studenter som påbörjar självständigt arbete (examensarbete eller uppsatsarbete), och att studenter som erhåller en högskoleexamen, inte enbart har läst grundläggande kurser utan har fördjupat sig på tillräckligt hög progressionsnivå inom sitt område. Högre progressionsnivå innebär högre förkunskapskrav inom ämnet.

#### Grundnivå

##### A-nivå
A-nivån motsvarar då den första terminens (30 högskolepoäng) heltidsstudier i ämnet, oavsett om kurserna ges under en termin eller är utspridda under flera. Kurser på denna nivå kallas förr för grundkurser och kräver ingen tidigare universitetsutbildning. 

##### B-nivå
Kurser på B-nivå motsvarar andra terminens studier, förutsätter ofta 30 högskolepoäng avklarade kurser på A-nivå och kallas fortsättningskurser. Lärosäten som tillämpar detta system kräver för tvåårig högskoleexamen att man har läst kurser på 60 högskolepoäng i ett huvudområde, ibland med successiv fördjupning, inklusive 7,5 högskolepoäng B-uppsats eller annat självständigt arbete på B-nivå.  

##### C-nivå
Motsvarande gäller för de högre nivåerna där en kurs på C-nivå kallas fördjupnings- eller påbyggnadskurs. C-nivåkurser har ofta som förkunskapskrav att man har läst 30 högskolepoäng på A-nivå och 30 på B-nivå i samma eller ett angränsande ämne. För kandidatexamen krävs vid detta system vanligen 90 högskolepoäng i huvudområdet, varav minst 30 högskolepoäng på C-nivå, inklusive en C-uppsats eller annat självständigt arbete på 15 högskolepoäng.
Till och med 31 december 2006 var en examen med C-nivåkurser som högsta uppnådda fördjupningsnivå behörighetsgivande för forskarutbildning enligt högskoleförordningen, men i praktiken krävde de flesta lärosäten ytterligare studier för att anta någon som doktorand. Sedan 1 januari 2007 tillhör C-nivåkurser den så kallade grundläggande nivån.

#### Avancerad nivå

##### D-nivå
För magisterexamen krävdes förr 4 års studier, varav minst 30 högskolepoäng på D-nivå inklusive en D-uppsats på 15 eller 30 högskolepoäng. D-nivå kunde ibland även ingå i en forskarutbildning, men kunde då ge färre kurspoäng till doktoranderna än till magisterstudenterna om handledaren bedömde så. Begreppet D-nivå har idag ofta ersatts av begreppet avancerad nivå. För tvåårig Masterexamen (som kräver tidigare treårig kandidatexamen) kan kraven variera, där vissa lärosäten kräver 75 högskolepoäng och andra 60 högskolepoäng kurser på avancerad nivå i huvudämnet.

##### E-nivå
E-nivå har förekommit i slutet av utbildningar som var längre än 4-år, exempelvis juristutbildningar.

#### Forskarnivå
Begreppet F-nivå avsåg kurser på forskarnivå.

#### X-nivå
En X-nivåkurs är en kurs som ges av en högskola eller ett universitet men inte kan klassificeras enligt ovan, utan vanligen motsvarar gymnasienivå. En X-nivåkurs kan inte ingå i en examen, men kan vara studiemedelsgrundande och förkunskapsgivande. Exempel är preparandkurser i matematik (repetition av gymnasiematematik som brukar ges strax innan terminsstarten för blivande ingenjörsstudenter) samt tekniskt basår.

### Kurs eller betyg (äldre system)
Innan 1980-talet omfattade en kurs ofta en termins heltidsstudier, och gav resulterade i ett akademiskt betyg i ämnet.  Förr benämndes nivån efter antal erhållna akademiska betyg i ämnet. 
Idag finns ingen formell reglering av omfattningen av en kurs. I princip kan en kurs omfatta mindre än ett högskolepoäng eller mer än en termin, det vill säga mer än 30 högskolepoäng.

## Fler typer av kurser

### Breddkurs
En breddkurs är en kurs som inte kan ersätta huvudområdets ordinarie kurser, men som kan ingå i en examen som breddning. En breddkurs kan således ingå i det totala poängantal som krävs för examen (exempelvis 180 högskolepoäng för kandidatexamen), men kan inte ingå i det poängantal som fordras i huvudämnet (exempelvis 90 högskolepoäng sociologi som vanligen krävs för kandidatexamen i sociologi) även om kursen ges i det ämnet. 
En breddkurs ger vanligtvis inte behörighet till nästa nivå i huvudområdet. Exempelvis kan inte en breddkurs i sociologi ingå i de 30 högskolepoäng sociologi på A-nivå som ofta fordras för att få tillträde till sociologikurser på B-nivå.

### Uppdragsutbildning
En uppdragsutbildning är en kurs eller ett kurspaket som en organisation köper av lärosätet. Vissa uppdragsutbildningar är poänggivande och har kursplan, men behöver ändå inte kräva högskolebehörighet.

## Behörighetskrav för kurser och program

### Gymnasiala förkunskaper och meritpoäng
Kurser och utbildningsprogram på högskolenivå som endast kräver gymnasiala förkunskaper kan ha någon av följande områdesbehörigheter:
- Områdesbehörighet A1, A2, och så vidare upp till A15  – om den sökande har läst enligt gy 2011:s ämnesplaner som gäller från och med den 1 juli 2011, samt för ämnesplaner på komvux på gymnasial nivå som gäller från 1 juli 2012.
- Områdesbehörighet 1, 2, och så vidare upp till 17  –  för äldre gymnasie- och komvuxkurser.

Områdesbehörigheten avgör också vilka kurser från gymnasieskolan som är meritkurser och således kan ge meritpoäng. 

### Tidigare högskolestudier
År 2010 kom Sveriges universitets- och högskoleförbund (SUHF) överens om följande kursfördjupningskoder för högskolekurser för att ange krav på tidigare högskolestudier och underlätta antagningsprocessen och rörligheten mellan lärosäten i Sverige: 
- G – Grundnivå (betecknas även GR, motsvarar A-, B- och C-nivå i ett äldre system för progressionsnivåer som fortfarande tillämpas av vissa lärosäten)
- A – Avancerad nivå (betecknas även AV, motsvarar ungefär det som tidigare kallades progressionsnivå D-nivå och ibland E-nivå).

Nedan visas fullständig lista på kursfördjupningskoder med förklaringar.
- Grundnivå
  - G1N – kurs med endast gymnasiala förkunskapskrav. Motsvarar ungefär A-nivå i ett äldre system.
  - G1F – kurs med mindre än 60 hp kurs/kurser på grundnivå som förkunskapskrav. (Motsvarar ungefär A-nivå och B-nivå i ett äldre system.)
  - G1E – kurs som innehåller särskilt utformat examensarbete för högskoleexamen. (Jämförbart med B-uppsats.)
  - G2F – kurs med minst 60 hp kurs/kurser på grundnivå som förkunskapskrav. (Motsvarar ungefär C-nivå i ett äldre system.)
  - G2E – kurs med minst 60 hp kurs/kurser på grundnivå som förkunskapskrav och som innehåller examensarbete för kandidatexamen. (Betecknas C-uppsats eller C-examensarbete i äldre system.)
  - GXX – kurs som ej kan klassificeras enligt ovanstående modell. (Motsvarar X-nivå i ett äldre system.)
- Avancerad nivå
  - A1N – kurs med endast kurs/kurser på grundnivå som förkunskapskrav. (Ungefär D-nivå i ett äldre system.)
  - A1F – kurs med kurs/kurser på avancerad nivå som förkunskapskrav. (Ungefär D-nivå i ett äldre system.)
  - A1E – kurs som innehåller examensarbete för magisterexamen. (Tidigare betecknad D-uppsats eller D-examensarbete.)
  - A2E – kurs som innehåller examensarbete för masterexamen. (Tidigare betecknad D-uppsats eller D-examensarbete.)
  - AXX – kurs som ej kan klassificeras enligt ovanstående modell.